# T.J. Cromer
T.J. Cromer (Albany, 22 giugno 1995) è un ex cestista statunitense.